# Henri de Nogaret de La Valette
 (juillet 2010).
Si vous disposez d'ouvrages ou d'articles de référence ou si vous connaissez des sites web de qualité traitant du thème abordé ici, merci de compléter l'article en donnant les références utiles à sa vérifiabilité et en les liant à la section « Notes et références ».
Pour les articles homonymes, voir Nogaret (homonymie) et Valette.
Henri de Nogaret de la Valette (1591-1639), comte puis duc de Candale (Kendal) et duc d'Halluin, est un gentilhomme et militaire français.

## Biographie
Fils aîné de Jean Louis de Nogaret de La Valette, duc d'Épernon, et de Marguerite de Foix-Candale, il est l'héritier par sa mère du titre de comte de Candale ainsi que du captalat de Buch. Son père, qui n'aurait dû administrer le captalat que jusqu'à la majorité d'Henry, se comporta en fait comme s'il était l'héritier de sa femme. Henri devint duc de Candale en 1621, mais le titre s'éteindra avec lui, son frère Bernard, lui succédant comme comte de Candale.
Chargé par le prince de Condé, en 1638, de diriger l'assaut au siège de Fontarrabie, il refusa, la brèche n'étant pas assez large selon lui. Il dut céder son poste à Sourdis, qui se vit forcé dans ses lignes et obligé de regagner ses vaisseaux avec le prince de Condé. Ce désastre fut attribué au duc de Candale, qui n'y était pour rien et qui aurait, sans doute, mérité des éloges en ralliant et en conduisant à Bayonne les débris de l'armée.
Richelieu, qui le haïssait[réf. nécessaire], le fit cependant traduire devant un tribunal extraordinaire, présidé par le roi lui-même (1639). Ce tribunal porta contre l'accusé une sentence de mort ; mais cette sentence ne put être exécutée qu'en effigie. Le duc, qui savait quelle opinion Richelieu avait de lui, s'était prudemment réfugié en Angleterre, où il fut créé chevalier de l'ordre de la Jarretière.

### Duc d'Halluin
Son père le duc d'Épernon l'avait marié, dès février 1611, à Anne d'Halluin (1591-1641), marquise de Piennes (Peene et Maignelay) et duchesse d'Halluin. Devenu duc d'Halluin par son mariage, Henri est reçu au Parlement de Paris en tant que pair de France.
Cependant, « ces époux s'étant brouillés, et n'ayant point d'enfants, ils s'étaient accordés à faire casser leur mariage », selon les termes de Saint-Simon. La duchesse prenant un second mari, le maréchal Charles de Schomberg, c'est logiquement à lui que revient le droit de porter le titre de duc d'Halluin et d'administrer le duché. Mais le premier mari conserva pourtant le titre et les prérogatives du duché-pairie. Saint-Simon justifie cette situation en indiquant que : « les rangs et les honneurs acquis par titre ne se perdent point ».
Pendant plusieurs années, deux ducs d'Halluin ont donc cohabité. Comme la préséance entre les ducs était liée à leur ancienneté, le premier duc d'Halluin (Henri de Nogaret) pris le pas sur le second (Charles de Schomberg) à la cour et dans les cérémonies où ils se trouvaient ensemble. Plus curieux : au Parlement, c'est le premier des deux ducs d'Halluin arrivé qui prenait place, car le Parlement ne reconnaissait qu'un seul titulaire. Le retardataire se voyait abordé par le Premier Huissier, qui l'informait que le duc d'Halluin siégeait, ce qui suffisait à lui faire entendre raison. Il n'y eut, semble-t-il, jamais de difficulté ni éclat déplacé en cette affaire complexe d'étiquette, et ce d'autant que le maréchal de Schomberg survécut 17 ans à l'ancien mari de sa femme.

## Armoiries
Écartelé : au I, contre-écartelé en 1 et 4, de gueules au château d'or ouvert et ajouré d'azur (de Castille), en 2 et 3 d'argent au lion de pourpre armé, lampassé et couronné d'or (de León) ; au II, écartelé en 1 et 4, de gueules aux chaînes d'or posées en orle, en croix et en sautoir, chargées en cœur d'une émeraude au naturel (de Navarre), en 2 et 3 écartelé en sautoir d'or aux quatre pals de gueules (d'Aragon) et d'argent à l'aigle de sable (Hohenstaufen) (le tout de Sicile) ; au III contre-écartelé en 1 et 4 d'azur aux trois fleurs de lys d'or et en 2 et 3 de gueules (d'Albret) ; au IV parti en a, d'azur semé de fleurs de lys d'or à la bande componée d'argent et de gueules (d'Evreux), en b, parti d'argent à un noyer arraché de sinople et de gueules, à la croix d'or, alaisée, vidée, cléchée et pommetée de douze pièces ; au chef de gueules chargé d'une croix potencée d'argent (de Nogaret) ; sur-le-tout, écartelé en 1 et 4 d'or aux trois pals de gueules (de Foix) en 2 et 3 d'or aux deux vaches de gueules, accornées, colletées et clarinées d'azur, passant l'une sur l'autre (de Béarn).
On trouve aussiÉcartelé: au 1, contre-écartelé: a. et d. de gueules à un château de trois tours d'or (Castille); b. et c. d'argent au lion de gueules, couronné d'or (Léon); au 2, contre-écartelé: a. et d. de gueules aux chaînes de Navarre d'or (Navarre); b. et c. écartelé en sautoir, d'or à quatre pals de gueules, et d'argent à l'aigle de sable (Aragon-Sicile) ; au 3, de gueules plain (d'Albret) ; au 4, parti: a. d'azur semé de fleurs-de-lis d'or, à la bande componnée d'argent et de gueules, brochant sur les fleurs-de-lis (Evreux); b. à un noyer de sinople, et au chef de gueules, ch. d'une croix potencée d'argent (Nogaret). Sur le tout écartelé: a. et d. d'or à trois pals de gueules (Foix); b. et c. d'or à deux vaches passantes de gueules, l'une sur l'autre, accornées, colletées et clarinées d'azur (Béarn).

## Sources
- (en) Cet article est partiellement ou en totalité issu de l’article de Wikipédia en anglais intitulé « Henry de Nogaret de La Valette » (voir la liste des auteurs).